# Casa Guvernului din Chișinău
Casa Guvernului este o clădire cu destinație administrativă situată pe Bulevardul Ștefan cel Mare și Sfânt din municipiul Chișinău, capitala Republicii Moldova. În prezent, aici se află sediul Guvernului Republicii Moldova.

## Istoric
Clădirea care găzduiește în prezent Guvernul Republicii Moldova a fost construită în anul 1964, după un proiect al arhitectului Semion Fridlin, în Piața Marii Adunări Naționale din Chișinău (de-a lungul bd. Lenin), piața centrală unde erau amplasate înainte sediul fostei Mitropolii și Casa Eparhială Basarabeană. 
Concepută de la început ca edificiu cu profil administrativ, această clădire este o construcție din beton armat cu 6 etaje, fețuită cu plăci din cotileț alb, în plan având forma literei П (adică litera P în alfabetul chirilic). Ea a fost executată în forme moderne de arhitectură, expresivitatea sa arhitecturală datorându-se ritmului vertical încordat al pilaștrilor-piloni, ce încadrează spațiile mari sticluite ale ferestrelor. 
Fațadele clădirii sunt executate în formă de piloane verticale albe, unite la nivelul etajului de sus cu un element de cornișă, în centrul căreia (deasupra intrării principale) este situată stema Republicii Moldova. Soclul și pervazurile de la intrările în clădire sunt acoperite cu granit negru șlefuit, fiind în contrast cu pilonii deschiși la culoare, acoperiți cu blocuri din piatră albă și pun în valoare exactitatea construcției. La intrarea în clădire figurează inscripția "Guvernul Republicii Moldova."
Clădirea Guvernului Republicii Moldova n-a fost restaurată niciodată, efectuându-se doar reparații curente, iar în prezent starea sa de conservare este considerată a fi satisfăcătoare. Edificiul este de importanță națională.

## Galerie de imagini

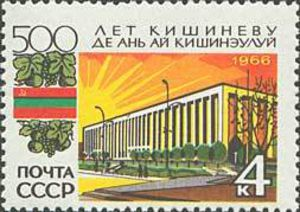
Clădirea pe un timbru sovietic din 1966.
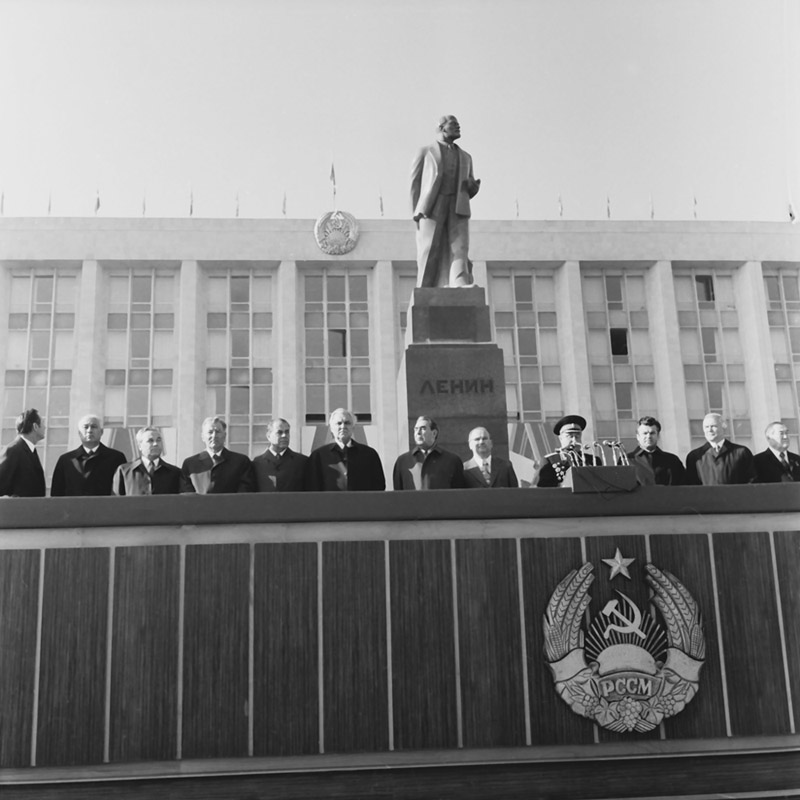
În timpul vizitei lui Leonid Brejnev în RSSM, 1976.
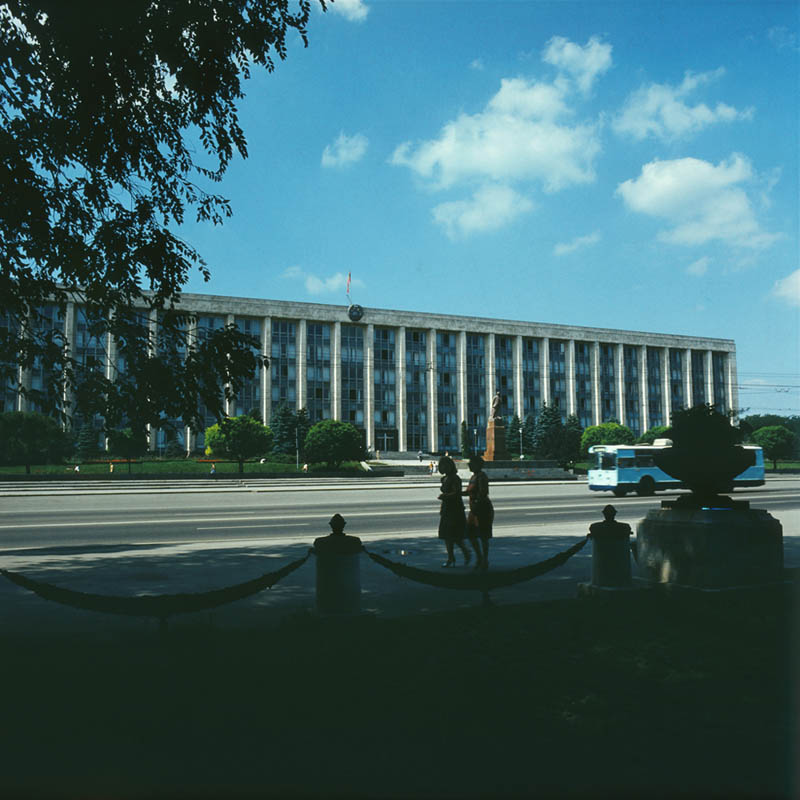
1980
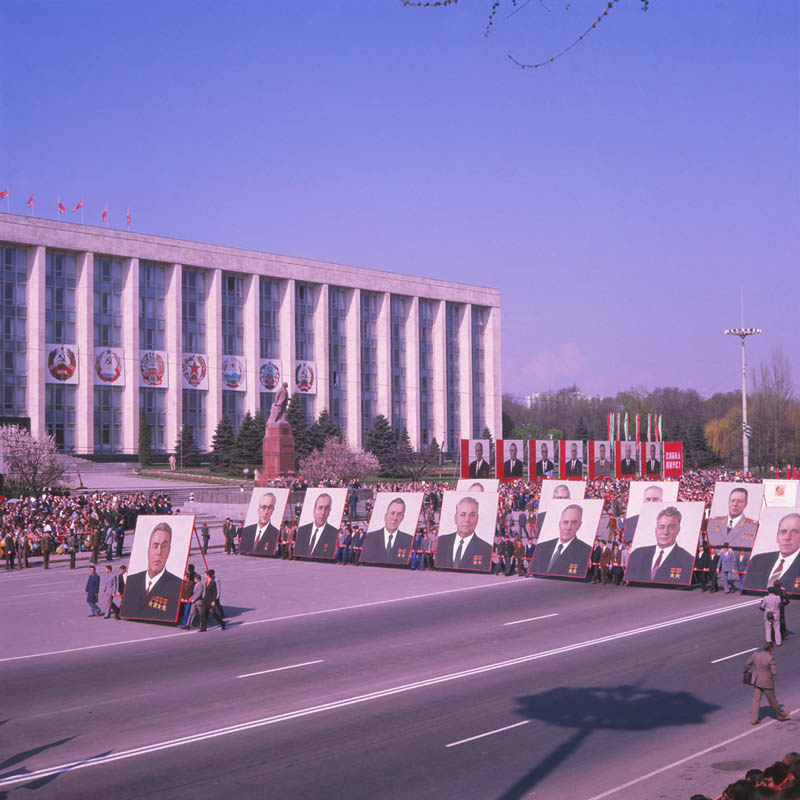
Același an (parada de 1 Mai).
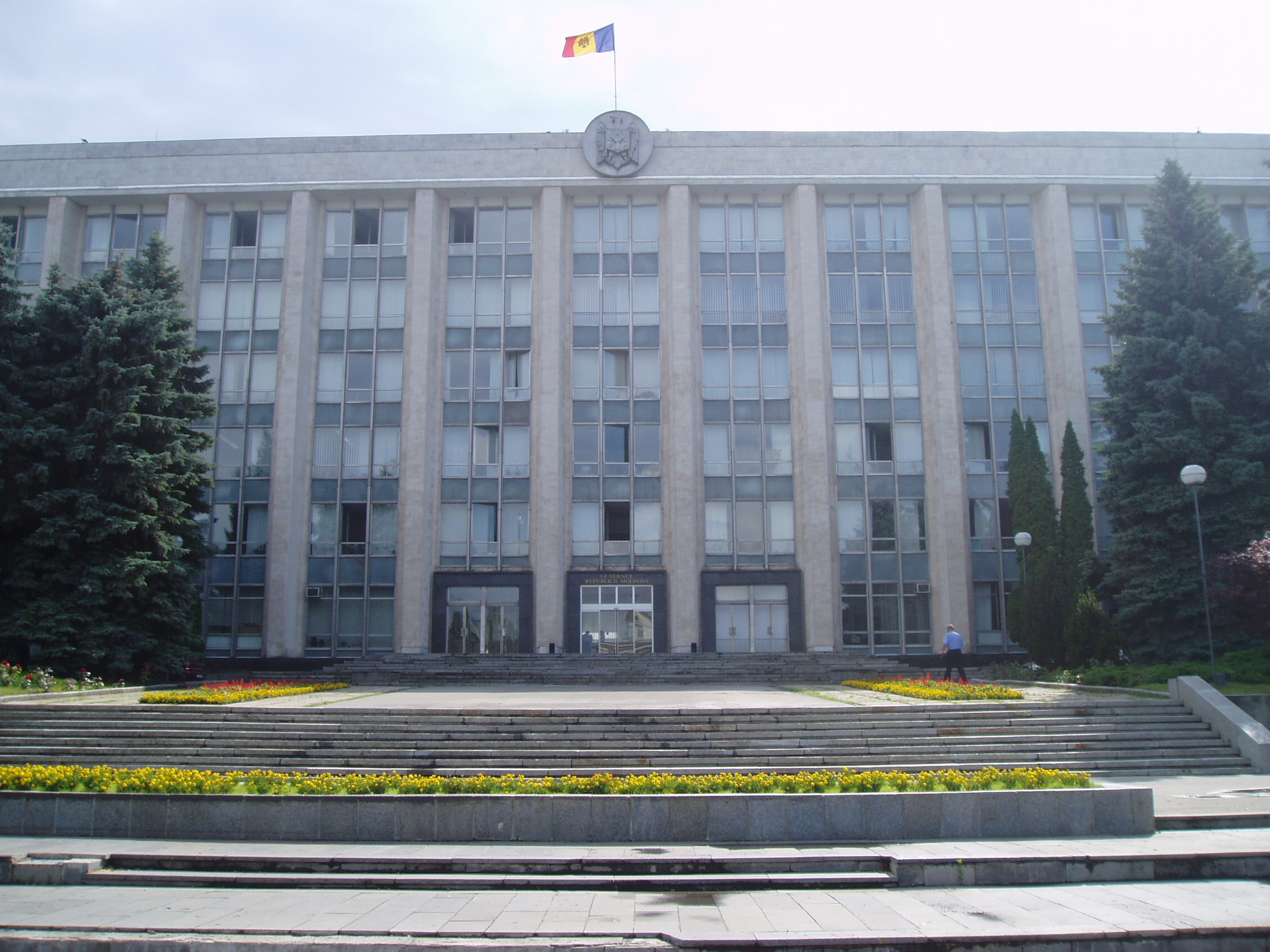
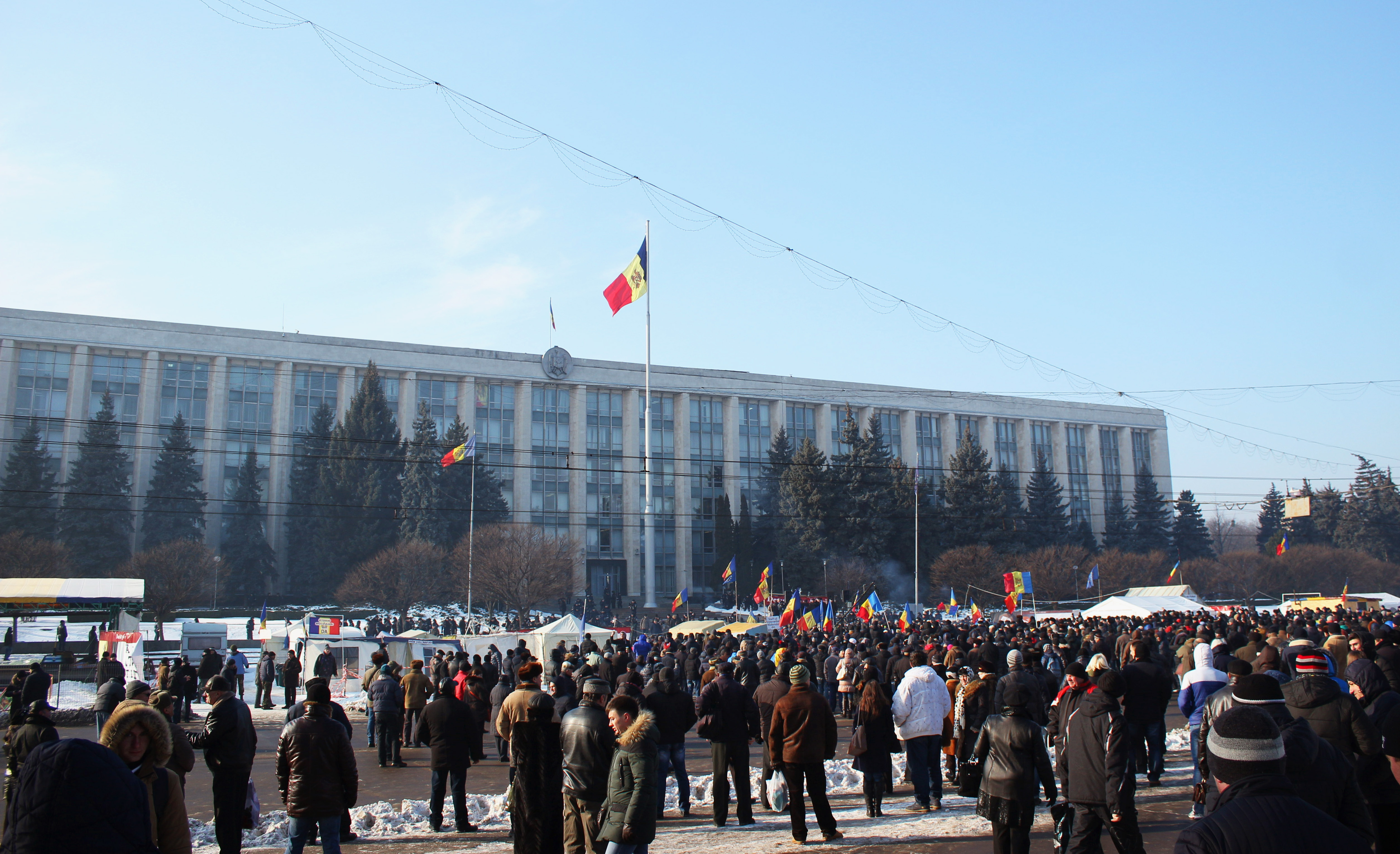
În timpul protestelor din 2016.
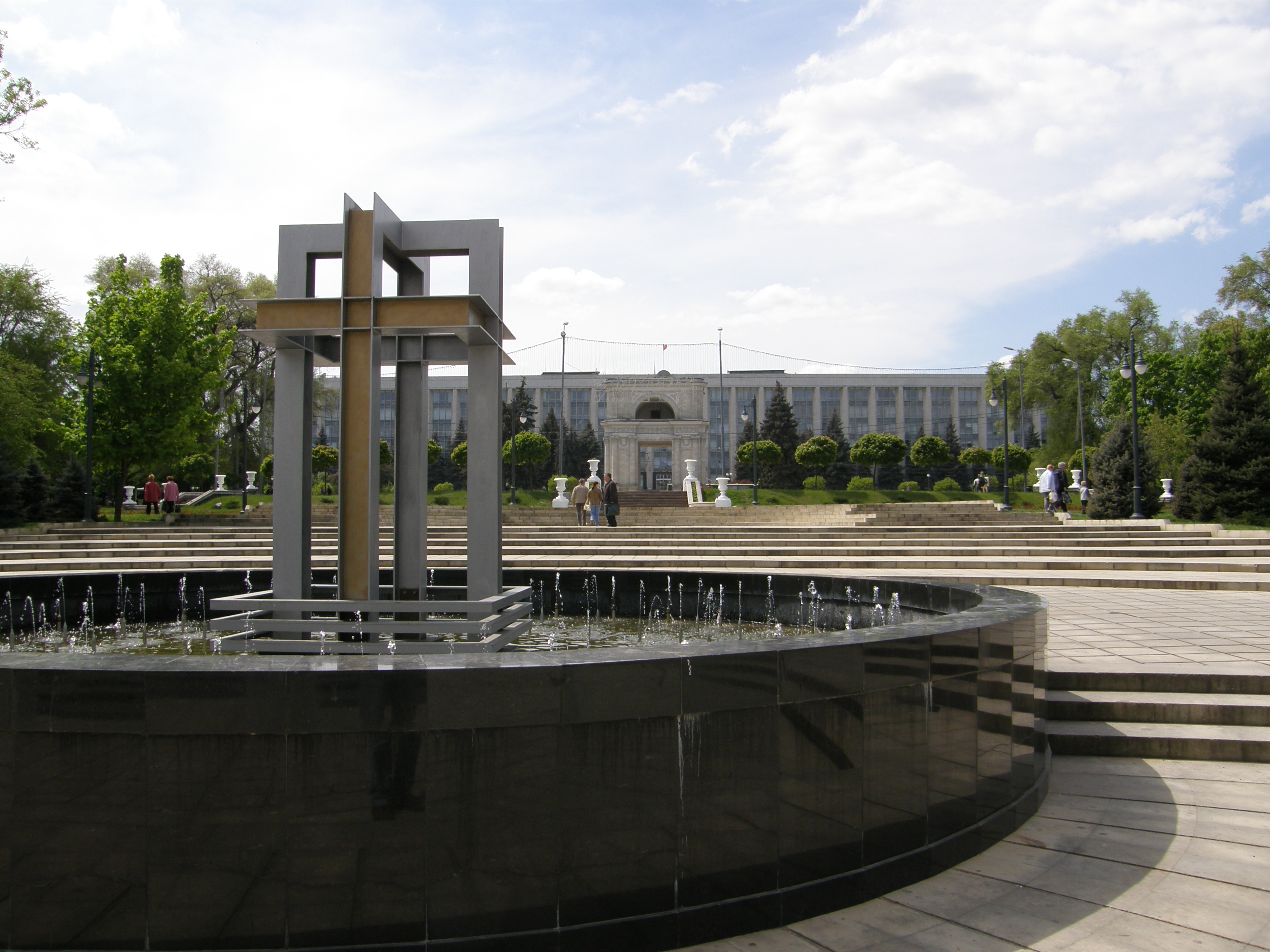
Vedere dinspre Catedrala mitropolitană